# Tim Boetsch
Timothy A. "Tim" Boetsch (Lincolnville, Maine; 28 de enero de 1981) es un artista marcial mixto estadounidense que actualmente compite en la categoría de peso medio en Ultimate Fighting Championship.

## Primeros años
Boetsch nació en Lincolnville y tiene un hermano, Aaron, que es diez años mayor que él. Boetsch comenzó la lucha libre cuando tenía seis años de edad, y siempre había admirado las habilidades de lucha de su hermano mayor. Boetsch asistió a Camden Hills Regional High School, donde sus logros en lucha fueron asombrosos. Boetsch fue campeón de lucha libre del estado en cuatro ocasiones, y ganó casi todos los torneos en los que participó. El 4 de agosto de 2012, fue incluido en el Salón de la Fama de la Lucha de Maine.

## Vida personal
Tim y su esposa Jade tienen un hijo. Tim también ha ganado un título en Justicia Criminal de la Universidad de Lock Haven de Pensilvania. Anteriormente fue trabajador social con los adolescentes antes de perseguir su carrera de artes marciales mixtas, y ahora es dueño de un negocio de césped y jardinería.

## Campeonatos y logros
- Ultimate Fighting Championship
  - Actuación de la Noche (Una vez)
  - Pelea de la Noche (Una vez)

- 5150 Combat League
  - Campeón de Peso Semipesado (Una vez)

- Tequila CAZADORES Spirit Award
  - Premio Espíritu Tequila CAZADORES (Dos veces)

## Récord en artes marciales mixtas
| Récord profesional | Récord profesional | Récord profesional |
| 34 peleas          | 21 victorias       | 13 derrotas        |
| ------------------ | ------------------ | ------------------ |
| Nocaut             | 13                 | 4                  |
| Sumisión           | 3                  | 5                  |
| Decisión           | 5                  | 4                  |

| Resultado | Récord | Oponente              | Método                                | Evento                                    | Fecha                    | Ronda | Tiempo | Localización                  | Notas                                  |
| --------- | ------ | --------------------- | ------------------------------------- | ----------------------------------------- | ------------------------ | ----- | ------ | ----------------------------- | -------------------------------------- |
| Derrota   | 21–13  | Omari Akhmedov        | Decisión (unánime)                    | UFC Fight Night: Lewis vs. dos Santos     | 9 de marzo de 2019       | 3     | 5:00   | Wichita, Kansas               |                                        |
| Derrota   | 21–12  | Antônio Carlos Júnior | Sumisión (rear-naked choke)           | UFC on Fox: Poirier vs. Gaethje           | 14 de abril de 2018      | 1     | 4:28   | Glendale, Arizona             |                                        |
| Victoria  | 21–11  | Johny Hendricks       | TKO (golpes)                          | UFC Fight Night: Chiesa vs. Lee           | 25 de junio de 2017      | 2     | 0:46   | Oklahoma City, Oklahoma       |                                        |
| Derrota   | 20–11  | Ronaldo Souza         | Sumisión (kimura)                     | UFC 208                                   | 11 de febrero de 2017    | 1     | 3:41   | Brooklyn, New York            |                                        |
| Victoria  | 20–10  | Rafael Natal          | TKO (golpes)                          | UFC 205                                   | 12 de noviembre de 2016  | 1     | 3:22   | New York City, New York       |                                        |
| Victoria  | 19–10  | Josh Samman           | TKO (golpes)                          | UFC Fight Night: McDonald vs. Lineker     | 13 de julio de 2016      | 2     | 3:49   | Sioux Falls, South Dakota     |                                        |
| Derrota   | 18–10  | Ed Herman             | TKO (rodillazo y golpes)              | UFC Fight Night: Dillashaw vs. Cruz       | 17 de enero de 2016      | 2     | 1:39   | Boston, Massachusetts         | Peso semipesado.                       |
| Derrota   | 18–9   | Dan Henderson         | KO (golpes)                           | UFC Fight Night: Boetsch vs. Henderson    | 6 de junio de 2015       | 1     | 0:28   | Nueva Orleans, Louisiana      |                                        |
| Derrota   | 18–8   | Thales Leites         | Sumisión técnica (arm-triangle choke) | UFC 183                                   | 31 de enero de 2015      | 2     | 3:45   | Las Vegas, Nevada             | Pelea de la Noche.                     |
| Victoria  | 18–7   | Brad Tavares          | TKO (golpes)                          | UFC Fight Night: Bader vs. St. Preux      | 16 de agosto de 2014     | 2     | 3:18   | Bangor, Maine                 | Actuación de la Noche.                 |
| Derrota   | 17–7   | Luke Rockhold         | Sumisión (triangle kimura invertida)  | UFC 172                                   | 26 de abril de 2014      | 1     | 2:08   | Baltimore, Maryland           |                                        |
| Victoria  | 17–6   | C.B. Dollaway         | Decisión (dividida)                   | UFC 166                                   | 19 de octubre de 2013    | 3     | 5:00   | Houston, Texas                |                                        |
| Derrota   | 16–6   | Mark Muñoz            | Decisión (unánime)                    | UFC 162                                   | 6 de julio de 2013       | 3     | 5:00   | Las Vegas, Nevada             |                                        |
| Derrota   | 16–5   | Costa Philippou       | TKO (golpes)                          | UFC 155                                   | 29 de diciembre de 2012  | 3     | 2:11   | Las Vegas, Nevada             |                                        |
| Victoria  | 16–4   | Héctor Lombard        | Decisión (dividida)                   | UFC 149                                   | 21 de julio de 2012      | 3     | 5:00   | Calgary                       |                                        |
| Victoria  | 15–4   | Yushin Okami          | TKO (golpes)                          | UFC 144                                   | 26 de febrero de 2012    | 3     | 0:54   | Saitama                       |                                        |
| Victoria  | 14–4   | Nick Ring             | Decisión (unánime)                    | UFC 135                                   | 24 de septiembre de 2011 | 3     | 5:00   | Denver, Colorado              |                                        |
| Victoria  | 13–4   | Kendall Grove         | Decisión (unánime)                    | UFC 130                                   | 28 de mayo de 2011       | 3     | 5:00   | Las Vegas, Nevada             | Debut en peso medio.                   |
| Derrota   | 12–4   | Phil Davis            | Sumisión (Mr. Wonderful)              | UFC 123                                   | 20 de noviembre de 2010  | 2     | 2:55   | Auburn Hills, Michigan        |                                        |
| Victoria  | 12–3   | Todd Brown            | Decisión (unánime)                    | UFC 117                                   | 7 de agosto de 2010      | 3     | 5:00   | Oakland, California           |                                        |
| Victoria  | 11–3   | Reese Shaner          | KO (golpes)                           | NAFC: Stand Your Ground                   | 3 de abril de 2010       | 1     | 1:05   | West Allis, Wisconsin         |                                        |
| Victoria  | 10–3   | Rudy Lindsey          | Sumisión (guillotine choke)           | 5150 Combat League: New Year's Revolution | 16 de enero de 2010      | 2     | 1:55   | Tulsa, Oklahoma               | Ganó el Campeonato de Peso Semipesado. |
| Victoria  | 9–3    | Aaron Stark           | Sumisión (guillotine choke)           | KOTC: Thunderstruck                       | 15 de agosto de 2009     | 2     | 1:18   | Everett, Washington           |                                        |
| Derrota   | 8–3    | Jason Brilz           | Decisión (unánime)                    | UFC 96                                    | 7 de marzo de 2009       | 3     | 5:00   | Columbus, Ohio                |                                        |
| Victoria  | 8–2    | Michael Patt          | TKO (golpes)                          | UFC 88                                    | 6 de septiembre de 2008  | 1     | 2:03   | Atlanta, Georgia              |                                        |
| Derrota   | 7–2    | Matt Hamill           | TKO (golpes)                          | UFC Fight Night: Florian vs. Lauzon       | 2 de abril de 2008       | 2     | 1:25   | Broomfield, Colorado          |                                        |
| Victoria  | 7–1    | David Heath           | TKO (slam y golpes)                   | UFC 81                                    | 2 de febrero de 2008     | 1     | 4:52   | Las Vegas, Nevada             |                                        |
| Derrota   | 6–1    | Vladimir Matyushenko  | Decisión (unánime)                    | IFL: 2007 Semifinals                      | 2 de agosto de 2007      | 3     | 4:00   | East Rutherford, Nueva Jersey |                                        |
| Victoria  | 6–0    | Brendan Barrett       | Sumisión (guillotine choke)           | Extreme Challenge 81                      | 28 de julio de 2007      | 2     | 3:00   | West Orange, Nueva Jersey     |                                        |
| Victoria  | 5–0    | Oleg Savitsky         | KO (rodillazos)                       | Extreme Challenge 78                      | 9 de junio de 2007       | 1     | 3:27   | Asbury Park, Nueva Jersey     |                                        |
| Victoria  | 4–0    | Lewis Pascavage       | TKO (rodillazo y golpes)              | Reality Fighting 15                       | 19 de mayo de 2007       | 1     | 0:20   | Atlantic City, Nueva Jersey   |                                        |
| Victoria  | 3–0    | Hazim Ibrahim         | Sumisión (golpes)                     | Extreme Challenge 75                      | 23 de marzo de 2007      | 1     | 1:10   | Trenton, Nueva Jersey         |                                        |
| Victoria  | 2–0    | Hazim Ibrahim         | KO (golpe)                            | Reality Fighting 14                       | 18 de noviembre de 2006  | 1     | 3:47   | Atlantic City, Nueva Jersey   |                                        |
| Victoria  | 1–0    | Demian Decorah        | Sumisión (golpes)                     | Madtown Throwdown 9                       | 14 de octubre de 2006    | 3     | 1:27   | Madison, Wisconsin            |                                        |